# Canner
Die Canner ist ein rund 29 Kilometer langer rechter Zufluss der Mosel im Département Moselle.

## Name
Der Fluss wird 896/897 als fluvius Canera erstmals urkundlich genannt. Der Name könnte sich von keltisch *can-o- für 'singen' ableiten und Bezug auf das Geräusch des fließenden Wassers nehmen. Möglicherweise besteht auch ein Zusammenhang mit dem indogermanischen Wortstamm *kano- mit der Bedeutung 'gegraben, Graben'.

## Geographie

### Verlauf
Die Canner entspringt mit zwei Quellästen auf dem Gebiet des Ortes Vry. Nach der Vereinigung der beiden Quellbäche  fließt die Canner in Richtung Norden, ihrer Hauptfließrichtung, welche sie im Wesentlichen bis zu ihrer Mündung beibehält. Sie zieht rechts an Vigy vorbei, wo sie auf der rechten Seite der Merles stärkt. Bei St. Hubert wird sie rechts vom Reibach gespeist und kurz darauf fließen ihr der Villers und  die Grand St. Martin zu. Bei Aboncourt mündet die Pâquis in die Canner und bei Budange der Katzenbach. Sie durchfließt nun bis Hombourg-Budange eine Auenlandschaft. Dort wird sie vom Altbach gestärkt. Bei Kédange-sur-Canner nimmt sie den Kohlbach und etwas später den Strumbach auf. Ab dort wird sie in ihrem Lauf von der D2 begleitet  Nördlich von Elzing erhält sie Zufluss vom Reimersbach und bei Moulin de Buding erreicht sie auf ihrer linken Seite der Kedingerbach. Sie passiert nun Buding und danach Molin Haut, wo sie der Bisbach anwachsen lässt. Flussabwärts von Hastroff läuft ihr noch die Breistroff zu. Sie durchquert Elzange und mündet schließlich nördlich von Koenigsmacker in die Mosel.

### Zuflüsse
- Merles (rechts)
- Reibach (rechts), 4,4 km
- Villers (rechts)
- Grand St. Martin (rechts)
- Pâquis (rechts), 3,6 km
- Katzenbach (rechts), 3,4 km
- Altbach (rechts), 2,6 km
- Kohlenbach (rechts), 2,8 km
- Strumbach (rechts), 4,8 km
- Reimersbach (Durbach) (rechts), 5,2 km
- Kedingerbach (links)
- Bisbach(rechts), 4,6 km
- Breistroff (rechts)

## Hydrologie
An der Mündung der Canner in die Mosel beträgt die mittlere Abflussmenge (MQ) 0,98 m³/s; das Einzugsgebiet umfasst hier 110,3 km².
Am Pegel Koenigsmacker wurde über einen Zeitraum von 40 Jahren (1971–2010) die durchschnittliche jährliche Abflussmenge der Canner berechnet. Das Einzugsgebiet entspricht an dieser Stelle mit etwa 110 km², damit fast 100 % des vollständigen Einzugsgebietes des Flusses.
Die höchsten Wasserstände werden in den Wintermonaten Januar und Februar gemessen. Ihren Höchststand erreicht die Abflussmenge mit 1,92 m³/s im Februar. Von März an geht die Schüttung Monat für Monat merklich zurück und erreicht ihren niedrigsten Stand im August und September mit 0,33 m³/s, um danach wieder von Monat zu Monat erst leicht und dann im Dezember stark anzusteigen
Der  monatliche mittlere Abfluss (MQ) der Canner in m³/s, gemessen  an der hydrologischen Station Koenigsmacker
Daten aus den Werten der Jahre 1971–2010 berechnet